# 콜로세오역

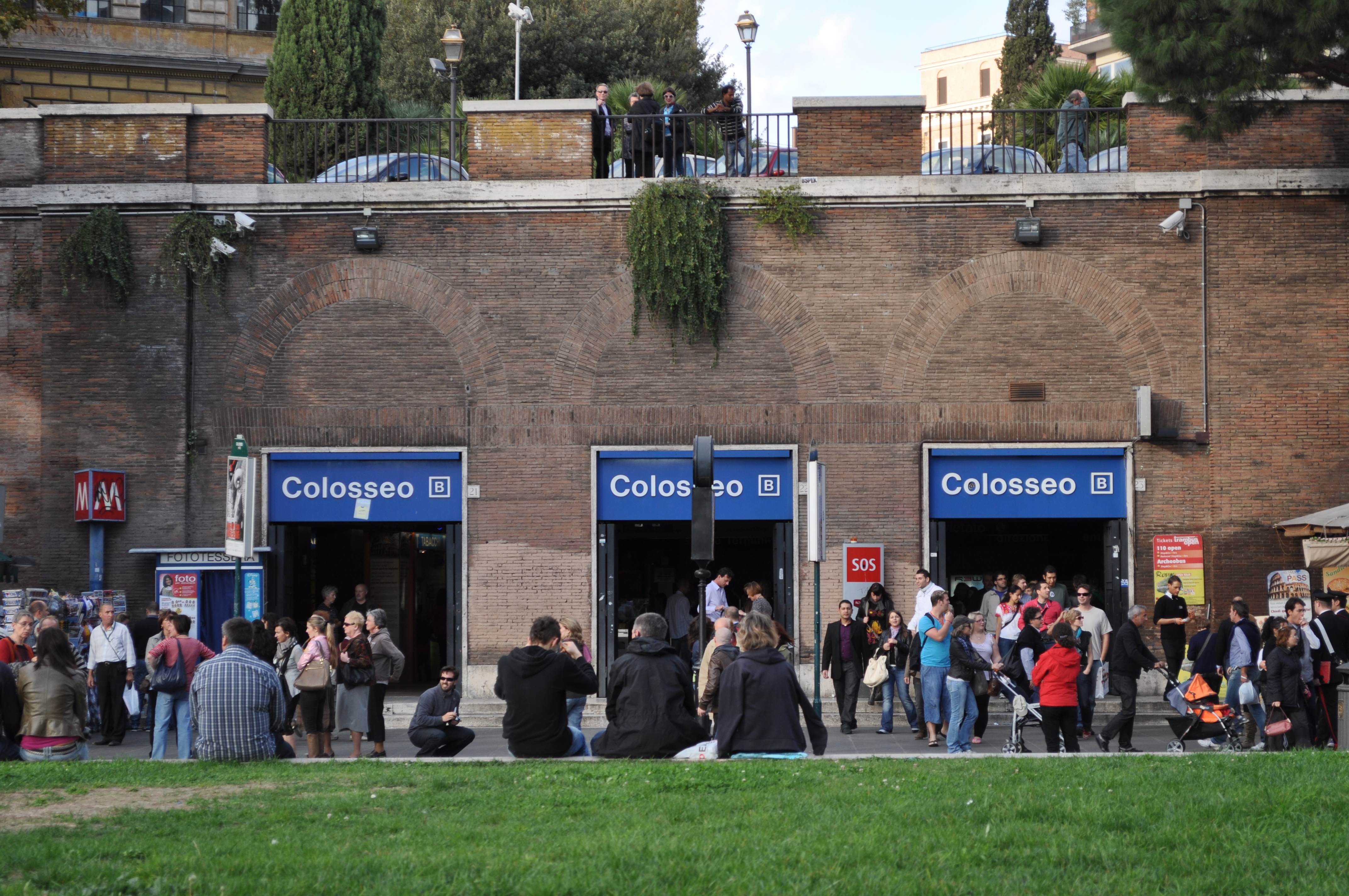
콜로세오 가에 위치한 역으로 들어가는 주요 출입구. 승객들은 여기서 나오자마자 콜로세움과 그 앞에 서 있는 콘스탄티누스 개선문을 볼 수 있다.

콜로세오역(이탈리아어: Colosseo)은 로마 지하철 B선의 역이다. 1955년 2월 10일 영업을 시작했다. 역명에서 알 수 있듯이 몬티 리오네에 있는 콜로세움 근처의 콜로세오 가 (via Del Colosseo)에 위치해 있다. 이 역은 현재 로마 지하철 C선 공사 준비계획에 포함되어 있다.
역의 중앙 홀에는 아르테메트로 로마 상을 수상한 모자이크로 꾸며져 있는데 피에트로 도라치오 (이탈리아), 케네스 놀란드 (미국), 에밀 슈마허 (독일) 등의 작가가 만들었다.
. 주요 출입구는 낮은 층에 있으며 콜로세움 앞, 콘스탄티누스 개선문 오른편에 있다. 반면 다른 출구는 더 높은 층에 있으며 산 피에트로 인 빈콜리 성당 쪽에 있는 라르고 아녜시 (Largo Agnesi)에 있다.

## 시설
이 역에는 다음과 같은 시설이 있다.
- 매표기
- 장애인 전용 승차시설
- 에스컬레이터
- 엘레베이터
- 역 감시카메라 (CCTV)

## 역 주변
- 도무스 아우레아
- 막센티우스의 바실리카
- 첼리오 공원 (Parco del Celio)
- 첼리오 군병원 (Ospedale militare del Celio)

### 교회
- 산 피에트로 인 비콜리 성당
- 산토 스테파노 로톤도 성당
- 산티 조반니 에 포폴로 성당
- 산티 콰트로 코로나티 성당
- 산 클레멘테 성당

## 다른 건축물
- 베네치아 궁전
- 델 그릴로 궁전
- 라피다리오 디 로마 (Lapidario di Roma)

### 포룸
- 포로 로마노
- 황제 포룸
  - 아우구스투스 포룸
  - 카이사르 포룸
  - 네르바 포룸
  - 트라야누스 포룸

### 캄피돌리오
- 캄피돌리오
- 카피톨리노 박물관
- 코르도나타